# Гедеон, Роксана Михайловна
Роксана Михайловна Гедеон (Оксана Михайловна) — украинская писательница, которая пишет на русском и украинском языках.
Родилась 9 декабря 1973 в г. Краматорск. Окончила Киевский институт театрального искусства (1998). Работала в отделе политики газеты «Крещатик» (с 1998), специальным корреспондентом газеты "Сільські вісті". Лауреат литературной премии "Золотий бабай" (2002). Тематика произведений — Великая Французская революция, Средние века; жанр - любовно-исторический роман. Известность приобрела благодаря многотомному историческому сериалу "Сюзанна", издававшемуся в Москве и Киеве.
Автор многочисленных журналистских расследований, интервью со знаменитыми политиками Украины.
Живёт на две страны—в Киеве и Париже.
Печатается с 1989 года: газета «Краматорская правда».

## Романы
- Фея семи лесов. Роман. М., «Книжная палата», 1994;
- Валтасаров пир. Роман. М., «Книжная палата», 1994;
- Великий страх. Роман. М., «Книжная палата», 1994;
- Дни гнева, дни любви. Роман. М., «Книжная палата», 1994;
- Парижские бульвары. Роман. М., «Книжная палата», 1994;
- Край вечных туманов. Роман. М., «Книжная палата», 1994;
- День святой Вероники Роман.М.
- Дыхание земли. Роман. М., «Книжная палата», 1995;
- Хозяйка розового замка. Роман. М., «Книжная палата», 1996.
- Сюзанна и Александр
- Лилии над озером. Роман. 2014.
- К чужому берегу. Роман. 2017.
- "Адель" Київ, 2001.